# Lucjan Woroniecki

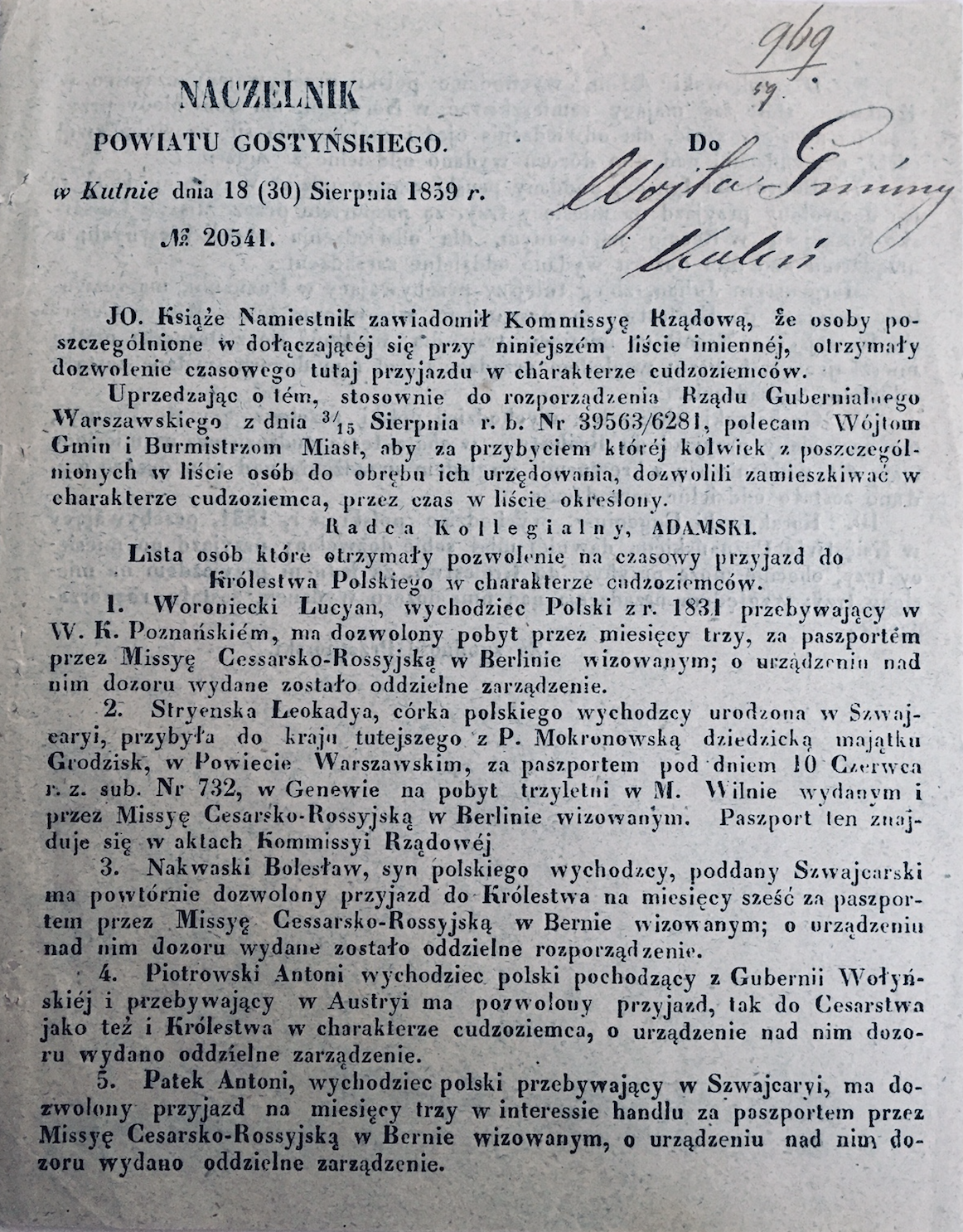
Dokument urzędowy z 1859 roku, zezwalający Lucjanowi Woronieckiemu na pobyt przez okres 3 miesięcy w Królestwie Polskim w charakterze cudzoziemca. Recto, pozycja 1. O urządzeniu nad nim dozoru wydano oddzielne zarządzenie. Kolekcja prywatna - Warszawa.

Lucjan Woroniecki (ur. 1806, zm. 1875) – książę, oficer w powstaniu listopadowym 1830–1831 i kawaler krzyża złotego Virtuti Militari od 31 sierpnia 1831. Syn Antoniego (1780-1835) i Barbary Cieszkowskiej (1777-1831). W 1856 r. ożenił się z Marianną Łuszczewską (1833-1879), z którą miał dwóch synów: Pawła (1856-1922), Michała (1860-1928) i córkę Teofilę (1857-1938).
W 1835 roku został skazany przez władze rosyjskie na konfiskatę dóbr za udział w powstaniu listopadowym.